# 邱北猪屎豆
邱北猪屎豆（学名：Crotalaria qiubeiensis）为豆科猪屎豆属下的一个种。

## 扩展阅读
- 維基物種上的相關：邱北猪屎豆